# هیچ چیز
هیچ چیز (انگلیسی: The Nothing) سیزدهمین آلبوم استودیویی گروه نیو متال آمریکایی کورن است که در ۱۳ سپتامبر ۲۰۱۹ (۲۲ شهریور ۱۳۹۸) از طریق رودرانر رکوردز و الکترا رکوردز منتشر شد. این آلبوم توسط نیک راسکولینیچ تهیه شده‌است.

## فهرست آهنگ‌ها
| شماره      | نام                           | نویسنده(ها)                                                                                | مدت   |
| ---------- | ----------------------------- | ------------------------------------------------------------------------------------------ | ----- |
| ۱.         | «The End Begins»              | جاناتان دیویس                                                                              | ۱:۳۱  |
| ۲.         | «Cold»                        | جاناتان دیویس، جیمز شفر، برایان ولش، رجینالد آرویزو، ری لوزیر، لارن کریستی، نیک راسکولینیچ | ۳:۴۶  |
| ۳.         | «You'll Never Find Me»        | جاناتان دیویس، جیمز شفر، برایان ولش، رجینالد آرویزو، ری لوزیر، بیلی کورگن، نیک راسکولینیچ  | ۳:۴۱  |
| ۴.         | «The Darkness Is Revealing»   | جاناتان دیویس، جیمز شفر، برایان ولش، رجینالد آرویزو، ری لوزیر، نیک راسکولینیچ              | ۳:۴۰  |
| ۵.         | «Idiosyncrasy»                | جاناتان دیویس، جیمز شفر، برایان ولش، رجینالد آرویزو، ری لوزیر، نیک راسکولینیچ              | ۴:۳۹  |
| ۶.         | «The Seduction of Indulgence» | جاناتان دیویس                                                                              | ۱:۴۳  |
| ۷.         | «Finally Free»                | جاناتان دیویس، جیمز شفر، برایان ولش، رجینالد آرویزو، ری لوزیر                              | ۳:۵۳  |
| ۸.         | «Can You Hear Me»             | جاناتان دیویس، جیمز شفر، برایان ولش، رجینالد آرویزو، ری لوزیر                              | ۲:۵۳  |
| ۹.         | «The Ringmaster»              | جاناتان دیویس، جیمز شفر، برایان ولش، رجینالد آرویزو، ری لوزیر                              | ۳:۰۱  |
| ۱۰.        | «Gravity of Discomfort»       | جاناتان دیویس، جیمز شفر، برایان ولش، رجینالد آرویزو، ری لوزیر، لارن کریستی، نیک راسکولینیچ | ۳:۳۵  |
| ۱۱.        | «H@rd3r»                      | جاناتان دیویس، جیمز شفر، برایان ولش، رجینالد آرویزو، ری لوزیر، لارن کریستی، نیک راسکولینیچ | ۴:۴۷  |
| ۱۲.        | «This Loss»                   | جاناتان دیویس، جیمز شفر، برایان ولش، رجینالد آرویزو، ری لوزیر، جان فلدمن، نیک راسکولینیچ   | ۴:۴۱  |
| ۱۳.        | «Surrender to Failure»        | جاناتان دیویس                                                                              | ۲:۲۱  |
| مجموع مدت: | مجموع مدت:                    | مجموع مدت:                                                                                 | ۴۴:۲۰ |

## اعضا
کورن
- جاناتان دیویس – خواننده اصلی، نی‌انبان
- برایان «هد» ولش - گیتار
- جیمز «مانکی» شفر- گیتار
- رجینالد «فیلدی» آرویزو - بیس
- ری لوزیر - درامز